# Вани
Вани (груз. ვანი) је град у Грузији у регији Имеретија. Према из 2014. у граду је живело 3.744 становника.

## Становништво
Према процени, у граду је 2014. живело 3.744 становника.
| 1989. | 2002. | 2014. |
| ----- | ----- | ----- |
| 6.576 | 4.630 | 3.744 |